# Granrodeo
I Granrodeo sono una rock-band giapponese specializzate in creazione di sigle per anime.

## Carriera
Nel 2005, Kishō Taniyama e Masaaki Iizuka noti per le loro collaborazioni nella creazione di sigle per anime decidono di creare un gruppo.
Nel 2007, esce il loro primo album, Ride on the Edge e nel 2008 esce il secondo "Instinct".

## Membri
- Kishō Taniyama "Kishow", il cantante del gruppo
- Masaaki Iizuka "e-ZUKA", il chitarrista del gruppo

## Album

### Album in studio
| Anno | Titolo               | Posizione nella classifica Oricon |
| ---- | -------------------- | --------------------------------- |
| 2007 | Ride On The Edge     | 26                                |
| 2008 | Instinct             | 18                                |
| 2009 | Brush the Scar Lemon | 14                                |
| 2011 | Supernova            | 13                                |
| 2012 | Crack Star Flash     | 3                                 |